# Grosbois-en-Montagne
 Grosbois-en-Montagne  là một xã ở tỉnh Côte-d’Or trong vùng Bourgogne, phía đông nước Pháp. Xã Grosbois-en-Montagne nằm ở khu vực có độ cao trung bình 350 mét trên mực nước biển.